# Корсунський (заказник)
Корсунський — один з об'єктів природно-заповідного фонду Херсонської області, загальнозоологічний заказник місцевого значення із загальною площею 3357 га. Створений у 1978 році. Заказник підпорядковується Державному підприємству «Каховське лісове господарство» Херсонського обласного управління лісового та мисливського господарства.
Заказник «Корсунський» розташований на території Корсунського лісництва Олешківського району на ділянках Козачелагерної піщаної арени, біля сіл Корсунка та Кринки. Заказник створений з метою збереження та відтворення тваринного світу. Територія заказника належить до категорії лісів природоохоронного, наукового, історико-культурного призначення та виконує природоохоронну та естетичну функції. Тут зростають переважно соснові ліси, які чергуються з трав'янистими лучними ценозами в зниженнях піщаних арен та псамофітними ділянками степів.
На території заказника значна кількість рідкісних видів рослин і тварин та певна кількість рідкісних рослинних формацій, що включені до природоохоронних документів. Загальна кількість видів природної флори складає 96 видів, серед них 6 ендемічних. До Європейського Червоного списку занесені такі види рослин-ендеміків: Астрагал дніпровський, Жовтозілля дніпровське, Козельці дніпровські, Піщанка Зоза. Природна фауна заказника нараховує 47 видів, 2 з них ендемічні — Ємуранчик звичайний та Сліпак піщаний.
На території заказника мешкають види тварин занесні до Додатку 2 Бернської конвенції: Яструб малий, Орлан білохвіст, Бджолоїдка звичайна, Шпак рожевий, Гадюка степова східна. Серед фауни охорони від мисливства потребують такі види тварин як сарна, олень благородний, лось та інші.